# ATP Florence
ATP Florence, właśc. Firenze Open – męski turniej tenisowy wchodzący w skład rozgrywek ATP World Tour rozgrywany na nawierzchni ziemnej we Florencji w latach 1973–1994 i ponownie w 2022 roku.

## Mecze finałowe

### gra pojedyncza mężczyzn
| Rok  | Zwycięzca             | Finalista             | Wynik                    |
| 2022 | Félix Auger-Aliassime | Jeffrey John Wolf     | 6:4, 6:4                 |
| 1994 | Marcelo Filippini     | Richard Fromberg      | 3:6, 6:3, 6:3            |
| 1993 | Thomas Muster         | Jordi Burillo         | 6:1, 7:5                 |
| 1992 | Thomas Muster         | Renzo Furlan          | 6:3, 1:6, 6:1            |
| 1991 | Thomas Muster         | Horst Skoff           | 6:2, 6:7(2), 6:4         |
| 1990 | Magnus Larsson        | Lawson Duncan         | 6:7, 7:5, 6:0            |
| 1989 | Horacio de la Peña    | Goran Ivanišević      | 6:4, 6:3                 |
| 1988 | Massimiliano Narducci | Claudio Panatta       | 3:6, 6:1, 6:4            |
| 1987 | Andriej Czesnokow     | Alessandro de Minicis | 6:1, 6:3                 |
| 1986 | Andrés Gómez          | Henrik Sundström      | 6:3, 6:4                 |
| 1985 | Sergio Casal          | Jimmy Arias           | 3:6, 6:3, 6:2            |
| 1984 | Francesco Cancellotti | Jimmy Brown           | 6:1, 6:4                 |
| 1983 | Jimmy Arias           | Francesco Cancellotti | 6:4, 6:3                 |
| 1982 | Vitas Gerulaitis      | Stefan Simonsson      | 4:6, 6:3, 6:1            |
| 1981 | José Luis Clerc       | Raúl Ramírez          | 6:1, 6:2                 |
| 1980 | Adriano Panatta       | Raúl Ramírez          | 6:2, 2:6, 6:4            |
| 1979 | Raúl Ramírez          | Karl Meiler           | 6:4, 1:6, 3:6, 7:5, 6:0  |
| 1978 | José Luis Clerc       | Patrice Dominguez     | 6:4, 6:2, 6:1            |
| 1977 | Paolo Bertolucci      | John Feaver           | 6:4, 6:1, 7:5            |
| 1976 | Paolo Bertolucci      | Patrick Proisy        | 6:7, 2:6, 6:3, 6:2, 10:8 |
| 1975 | Paolo Bertolucci      | Georges Goven         | 6:3, 6:4                 |
| 1974 | Adriano Panatta       | Paolo Bertolucci      | 6:3, 6:1                 |
| 1973 | Paolo Bertolucci      | Ilie Năstase          | 6:3, 3:6, 0:6, 7:6, 6:4  |

### gra podwójna mężczyzn
| Rok  | Zwycięzcy                            | Finaliści                           | Wynik                               |
| 2022 | Nicolas Mahut Édouard Roger-Vasselin | Ivan Dodig Austin Krajicek          | 7:6(4), 6:3                         |
| 1994 | Jon Ireland Kenny Thorne             | Neil Broad Greg Van Emburgh         | 7:6, 7:3                            |
| 1993 | Tomás Carbonell Libor Pimek          | Mark Koevermans Greg Van Emburgh    | 7:6, 2:6, 6:1                       |
| 1992 | Marcelo Filippini Luiz Mattar        | Royce Deppe Brent Haygarth          | 6:4, 6:7, 6:4                       |
| 1991 | Ola Jonsson Magnus Larsson           | Juan Carlos Báguena Carlos Costa    | 3:6, 6:1, 6:1                       |
| 1990 | Sergi Bruguera Horacio de la Peña    | Luiz Mattar Diego Pérez             | 3:6, 6:3, 6:4                       |
| 1989 | Mike De Palmer Blaine Willenborg     | Pietro Pennisi Simone Restelli      | 4:6, 6:4, 6:4                       |
| 1988 | Javier Frana Christian Miniussi      | Claudio Pistolesi Horst Skoff       | 7:6, 6:4                            |
| 1987 | Wolfgang Popp Udo Riglewski          | Paolo Canè Gianni Ocleppo           | 6:4, 6:3                            |
| 1986 | Sergio Casal Emilio Sánchez          | Mike De Palmer Gary Donnelly        | 6:4, 7:6                            |
| 1985 | David Graham Laurie Warder           | Bruce Derlin Carl Limberger         | 6:1, 6:1                            |
| 1984 | Mark Dickson Chip Hooper             | Bernard Mitton Butch Walts          | 7:6, 4:6, 7:5                       |
| 1983 | Francisco González Víctor Pecci      | Dominique Bedel Bernard Fritz       | 4:6, 6:4, 7:6                       |
| 1982 | Paolo Bertolucci Adriano Panatta     | Sammy Giammalva Jr. Tony Giammalva  | 7:6, 6:1                            |
| 1981 | Raúl Ramírez Pavel Složil            | Paolo Bertolucci Adriano Panatta    | 6:3, 3:6, 6:3                       |
| 1980 | Gene Mayer Pavel Složil              | Paolo Bertolucci Adriano Panatta    | 6:1, 6:4                            |
| 1979 | Paolo Bertolucci Adriano Panatta     | Ivan Lendl Pavel Složil             | 6:4, 6:3                            |
| 1978 | Corrado Barazzutti Adriano Panatta   | Mark Edmondson John Marks           | 6:3, 6:7, 6:3                       |
| 1977 | Chris Lewis Russell Simpson          | Iván Molina Jairo Velasco Sr.       | 2:6, 7:6, 6:2                       |
| 1976 | Colin Dibley Carlos Kirmayr          | Péter Szőke Balázs Taróczy          | 5:7, 7:5, 7:5                       |
| 1975 | Turniej gry podwójnej nie odbył się  | Turniej gry podwójnej nie odbył się | Turniej gry podwójnej nie odbył się |
| 1974 | Paolo Bertolucci Adriano Panatta     | Róbert Machán Balázs Taróczy        | 6:3, 3:6, 6:4                       |
| 1973 | Paolo Bertolucci Adriano Panatta     | Juan Gisbert Ilie Năstase           | 6:3, 6:4                            |